# Queenie Wahine's Papaya
"Queenie Wahine's Papaya" er en duet med Elvis Presley og den kun 10-årige Donna Butterworth. Den er en komposition af Bill Giant, Bernie Baum og Florence Kaye.
"Queenie Wahine's Papaya" blev indspillet hos Radio Recorders i Hollywood den 27. juli 1965 og blev anvendt i filmen Paradise, Hawaiian Style med Elvis Presley i hovedrollen og blev udgivet på soundtracket fra filmen, som ligeledes hed Paradise, Hawaiian Style. Filmen havde premiere i 1966.
Presley lavede endnu en duet med Donna Butterworth til filmen. Den blev optaget dagen før i samme studie og havde titlen "Datin". Den var en komposition af Randy Starr og Fred Wise og blev ligeledes udsendt på LP'en Paradise, Hawaiian Style.
Donna Butterworth sang endvidere i filmen – som solist – den kendte sang "Bill Bailey, Won't You Please Come Home", tidligere sunget af bl.a. Brenda Lee.
Paradise, Hawaiian Style blev Donna Butterworths sidste film.